# Приморско (аэропорт)
Аэропорт Примо́рско (ICAO ID: LBPR) построен у города Приморско в 2003 году.
Аэропорт получил все разрешения и лицензию главной дирекции «Воздушной гражданской администрации» в 2005 году. 300-метровая асфальтированная взлётная полоса предназначена для малых 10-12-местных самолётов.
Используется для частных полётов и в спортивных целях. В 2011 году в Приморско проводился Балканский авиационный фестиваль.